# Окулярек білощокий
Окуля́рек білощокий (Rhegmatorhina hoffmannsi) — вид горобцеподібних птахів родини сорокушових (Thamnophilidae). Ендемік Бразилії.

## Опис
Довжина птаха становить 14-15 см, вага 28-34 г. У самців верхня частина голови чорна, на тімені помітний чуб. Навколо очей кільця голої сіро-зеленої шкіри. Верхня частина тіла, крила і хвіст оливково-коричневі, крила мають руді краї. Скроні, щоки, горло і груди білі, решта нижньої частини тіла оливково-сіра. У самиць верхня частина голови каштанова, поцяткована чорними смужками, потилиця рудувато-каштанова. Пера на верхній частині тіла, покривні пера крил і пера на решті нижньої частини тіла мають чорні кінчики з охристими краями. 

## Поширення і екологія
Білощокі окуляреки мешкають в Бразильській Амазонії, на південь від Амазонки, між річками Мадейра, Гуапоре і Тапажос. Вони живуть в підліску вологих рівнинних тропічних лісів терра-фірме. Зустрічаються поодинці, парами або сімейними зграйками, на висоті до 300 м над рівнем моря. Слідкують за переміщенням кочових мурах і ловлять дрібних безхребетних, які тікають зі шляху пересування мурах.